# Intercambio de archivos
El intercambio de archivos (del inglés: filesharing) es el acto de distribuir o transferir información almacenada digitalmente a través de una red local o privada virtual (VPN). En estos archivos se incluyen, por ejemplo, programas informáticos, obras multimedia (audio, video), documentos, o libros electrónicos. Puede ser implementado con distintos tipos de almacenamiento, transmisión y modelos de distribución. Algunos de los métodos más comunes son la distribución manual mediante el uso de medios extraíbles (CD, DVD, disquetes, cintas magnéticas, memorias flash), instalaciones centralizadas de servidores de archivos en redes informáticas, documentos enlazados de la World Wide Web, y el uso de redes peer-to-peer (P2P) distribuidas.
La creciente popularidad del formato de audio MP3 a finales de los años 1990 llevó al lanzamiento y desarrollo de Napster un software diseñado para facilitar el intercambio de archivos informáticos. Otras redes populares son Gnutella, eDonkey2000, y la ya extinta Kazaa.
Muchos programas y servicios de intercambio de archivos han sido clausurados debido a disputas originadas por grupos como la Recording Industry Association of America y la MPAA. A comienzos de la década de 2000, la batalla en contra de la infracción de los derechos de autor se expandió a juicios a usuarios individuales de programas de intercambio de archivos.
El impacto económico en las industrias mediáticas es fuente de controversia; si bien las editoras y los propietarios de los derechos de autor acusan daño económico, algunos estudios han sugerido que el intercambio de archivos no es la causa principal de la disminución de las ventas. El intercambio de archivos continúa siendo usado globalmente, habiendo opiniones variadas respecto a la moralidad de la práctica en materiales comerciales.

## Historia
Los archivos fueron primero intercambiados mediante medios extraíbles. Las computadoras podían acceder a archivos remotos usando montajes de sistema de archivos, Bulletin Board System (1978), Usenet (1980), y servidores FTP (1985). Internet Relay Chat (1988) y Hotline (1997) permitían a los usuarios comunicarse remotamente mediante chat e intercambiar archivos. El códec MP3, el cual se estandarizó en 1991 y que redujo sustancialmente el tamaño de los archivos de audio, alcanzó un uso global a finales de la década de 1990. En 1998, MP3.com y Audiogalaxy fueron creados, la Digital Millennium Copyright Act (DMCA) fue aprobada de manera unánime, y los primeros dispositivos reproductores de MP3 fueron lanzados. MP3.com ofrecía música de artistas sin firmar, y creció hasta servir 4 millones de descargas de audio por día.
En 1979, los estudiantes Tom Truscott y Jim Ellis de la Universidad Duke crearon Usenet. Usenet es una red de almacenamiento y transmisión, y originalmente usaba el protocolo UUCP. Además del envío de mensajes de textos, permitía a los usuarios codificar archivos y distribuirlos a suscriptores participantes de grupos de noticias de Usenet. Luego fue ampliada con un transporte que usaba el Internet Protocol (IP) y Network News Transfer Protocol (NNTP). Usenet sigue siendo una de las más grandes redes usadas para compartir información, como archivos binarios, y también es una causante de acciones legales. Un grupo conocido como BNI (Binary Newsgroup Index) en los Países Bajos fue disuelto por BEIN, un grupo antipiratería, por ofrecer un índice de fácil lectura de los archivos disponibles en Usenet.
En junio de 1999, fue lanzado Naspter. Si bien Napster no entra estrictamente en el perfil de software peer-to-peer, este es generalmente reconocido como el primer sistema peer-to-peer de intercambio de archivos. En el caso de Napster, un proveedor de servicios en línea no puede usar el safe harbor (del inglés puerto seguro) "red de transmisión transitoria" en el DMCA si tienen el control de la red con un servidor. Muchos productos P2P, debido a su naturaleza, no logran cumplir con este requisito, al igual que Napster. El software P2P "puro" como Usenet no cumple con este requisito y por lo tanto no puede ser clausurado. Napster proveía un servicio en el cual se indexaba y almacenaba la información de los archivos que los usuarios de Napster ponían a disposición en sus computadoras para que otros usuarios los descargaran, y los archivos eran transferidos directamente entre el usuario servidor y el usuario cliente por Napster luego de la correspondiente autorización. Poco después de haber perdido el juicio conocido como A&M Records, Inc. v. Napster, Inc., Napster bloqueó todo el contenido bajo derechos de autor e impidió su descarga.
Gnutella, eDonkey2000 y Freenet fueron lanzadas en 2000, mientras MP3.com y Napster enfrentaban sus respectivos juicios. Gnutella, lanzada en marzo de ese año, fue la primera red de intercambio de archivos descentralizada. En la red Gnutella, todo el software conectado era considerado igual, por lo tanto la red no tenía un punto central de falla. En julio, Freenet fue lanzada y se convirtió en la primera red anónima. En septiembre fueron lanzados los programas cliente y servidor de eDonkey2000.
En 2001, fue lanzado Kazaa. Su red FastTrack era distribuida, pero a diferencia de Gnutella, ésta asignaba más tráfico a los "supernodos" para incrementar la eficiencia del enrutamiento. La red era propietaria y cifrada, y el equipo Kazaa realizó esfuerzos importantes para mantener a otros clientes como Morpheus fuera de la red FastTrack. En julio de 2001, Napster perdió en la corte y fue clausurada. El cliente Audiogalaxy Satellite creció en popularidad, y el cliente LimeWire y el protocolo BitTorrent fueron lanzados. A pesar de incorporar malware y de las batallas legales en los Países Bajos, Australia, y Estados Unidos, Kazaa fue el programa de intercambio de archivos más popular hasta su decadencia en 2004. En 2002, en una corte de un distrito de Tokio se ordenó la clausura de File Rogue y a raíz de una demanda de la RIAA se clausuró también Audiogalaxy.
Desde 2002 hasta 2003, un número de servicios BitTorrent de gran popularidad fueron creados, incluyendo Suprnova.org, isoHunt, TorrentSpy, y The Pirate Bay. En 2002, la RIAA comenzó a demandar a los usuarios de Kazaa. Como resultado de estas demandas, muchos universitarios añadieron regulaciones al intercambio de archivos en sus códigos administrativos de escuela. Con la terminación del cliente eDonkey en 2005, eMule pasó a ser el cliente dominante de la red eDonkey. En 2006, allanamientos policiales inhabilitaron el servidor de eDonkey Razorback2 y también inhabilitaron temporalmente The Pirate Bay. Manifestaciones a favor del intercambio de archivos tomaron lugar en Suecia en respuesta al allanamiento de The Pirate Bay. En 2009, el juicio a The Pirate Bay desembocó finalmente en un veredicto de culpabilidad para los fundadores principales del tracker.
En 2009, la red Gnutella mediante el cliente LimeWire, la red eDonkey vía eMule, y BitTorrent vía μTorrent y Vuze y los trackers y sitios web de indexado son las redes más populares. Servicios como iTunes cuentan con la mayoría de las ventas de música legal, y otros sitios como YouTube y varios proveedores de alojamiento inmediato permiten el intercambio de archivos mediante subidas a sus servidores.
En mayo de 2014 Infinit lanza -en Beta- su aplicación para Windows basada en su propia tecnología P2P y en diciembre del mismo año The Pirate Bay libera su código fuente, haciéndolo accesible a toda la comunidad.

## Anonimato
Las tecnologías de redes anónimas han sido desarrolladas para permitir el intercambio de datos entre computadoras y usuarios de manera tal que se oculte al usuario y su ubicación en la red o el destino del acceso de los datos, o ambos. Un método popular es el encaminamiento de cebolla, prominentemente implementado en la red tor. Este método es a menudo utilizado para transferir material ilegal o contencioso y obras bajo derechos de autor en violación de las políticas legales o de uso aceptable. Muchas implementaciones actuales pueden ser lentas o de difícil uso. Sin embargo, en lugares donde el acceso a Internet de alta velocidad es común, algunos programas anónimos de intercambio de archivos han alcanzado una gran popularidad. Ejemplos de redes P2P anónimas son ANts P2P, RShare, Freenet, I2P, GNUnet y Entropy.